# 許修睿
許修睿（1966年7月11日—），舊名許項鳴、許柄樺，生於台灣新竹市，政治人物，中國國民黨籍，現任新竹市議會議長，新竹市議員，新竹竹蓮寺主委。

## 生平
從政前曾是四海幫海風堂堂主與新聯會會長，有強制罪前科。
2009年，以無黨籍當選第八屆新竹市議員，並出任竹蓮寺主任委員。2014年，以無黨籍連任市議員，任市議會副議長。2018年連任議員後，加入國民黨，當選市議會議長，並任中國國民黨新竹市黨部主委。

## 犯罪事件
1999年，與四海幫海嵩堂主彭明仁合資成立杉華開發有限公司，從事棄土場生意。因為恐嚇傾倒廢棄土的廠商，檢警以偵辦環保流氓犯罪集團，將他起訴。法院最終以強制罪，判處六個月徒刑。
在判刑後，許柄樺改名許修睿。2004年，與四海幫中常委劉一弘結拜，共組四海幫新聯會，由許修睿任會長。2005年，警方執行掃黑行動，許修睿、劉一弘以及海象堂主吳國亮被提報為治平專案對象，拘提並起訴。2010年，法院判決罪名成立，合併應執行有期徒刑1年，緩刑3年。

## 家庭
姪女謝薇安，為網紅。